# 6123 Aristoteles
För andra betydelser, se Aristoteles (olika betydelser).
6123 Aristoteles eller 1987 SH2 är en asteroid i huvudbältet som upptäcktes den 19 september 1987 av den belgiske astronomen Eric W. Elst vid Rozhen-observatoriet. Den är uppkallad efter den grekiske filosofen Aristoteles.
Asteroiden har en diameter på ungefär 7 kilometer.